# Ralph Northam
Ralph Shearer Northam (Nassawadox, 13 de setembro de 1959) é um médico, político e Ex-militar norte-americano, membro do Partido Democrata, e antigo Governador da Virgínia entre 13 de janeiro de 2018 e 15 de janeiro de 2022. Antes tinha sido Vice-governador do estado entre 2014 e 2018 e Membro do Senado Estadual da Virgínia entre 2008 e 2014. Em 7 de novembro de 2017 foi eleito Governador da Virgínia com 54% dos votos válidos derrotando o seu rival republicano Ed Gillespie que ficou com 45% dos votos.